# Sint-Truiden
Sint-Truiden é uma cidade e um município da Bélgica localizado no distrito de Hasselt, província de Limburgo, região da Flandres. Fica a cerca de 15 quilômetros a sudoeste de Hasselt, na importante zona rural de Haspengau e possui uma população de 40.473 habitantes no ano de 2018.

## História
A partir do final do século XV, o desenvolvimento econômico de Sint-Truiden estagnou, situação que continuou até o final do século XIX. Em 1794, tropas francesas ocuparam a diocese de Liège e a cidade de Sint-Truiden tornou-se francês. O mosteiro foi fechado três anos depois. Em 1815, Sint-Truiden passou para a administração dos Países Baixos Unidos. Faz parte da Bélgica desde 1830, interrompida pela ocupação alemã nas duas guerras mundiais.

## Economia
A cidade fica no centro da região produtora de frutas da Bélgica, Haspengouw (Hesbaye), e é conhecida por suas peras, maçãs e cerejas.